# Acrotriche dura
Acrotriche dura är en ljungväxtart som först beskrevs av George Bentham, och fick sitt nu gällande namn av Christopher John Quinn. Acrotriche dura ingår i släktet Acrotriche och familjen ljungväxter. Inga underarter finns listade i Catalogue of Life.